# Siringe

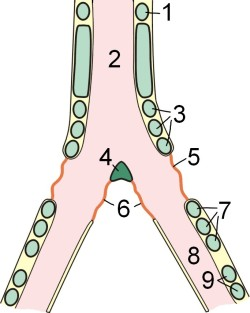
1. anello cartilagineo tracheale 2. timpano 3. primo gruppo di anelli siringei 4. pessulus 5. membrana timpaniforme laterale 6. membrana timpaniforme mediale 7. secondo gruppo di anelli siringei 8. bronco principale 9. cartilagine bronchiale

La siringe (dal greco σῦριγξ = tubo, canale) è un organo della fonazione presente negli uccelli, posto alla biforcazione della trachea.
Le vibrazioni indotte dal passaggio dell'aria attraverso quest'organo possono produrre vocalizzazioni molto articolate e complesse. La sua conformazione varia da specie a specie producendo canti e suoni estremamente diversi.
La siringe è costituita da un insieme di cartilagini a forma di anello tra le quali si formano pieghe della mucosa. Queste membrane, analoghe alle corde vocali dell'uomo, sono dette membrane timpaniformi e sono collegate a muscoli che modificandone l'ampiezza, modulano i suoni emessi.
In talune specie (p.es. Anatidae, Psittacidae), la siringe si estende solo fino alla diramazione della trachea nei bronchi (siringe tracheale), mentre nelle specie con capacità canore più evolute (Oscines) la siringe continua fino all'interno dei bronchi (siringe bronchiale).